# Seki Takashi
Takashi Seki (sinh ngày 5 tháng 6 năm 1978) là một cầu thủ bóng đá người Nhật Bản.

## Sự nghiệp câu lạc bộ
Takashi Seki đã từng chơi cho Tokyo Verdy.